# Torquato Tasso (fregata)
La Torquato Tasso è stata una pirofregata a ruote della Real Marina del Regno delle Due Sicilie, persa per naufragio il 5 marzo 1860.

## Storia
La pirofregata a ruote Torquato Tasso fu costruita nel Real Cantiere Navale di Castellammare di Stabia e varata il 28 maggio 1856. La nave, con scafo in legno e carena rivestita di rame, aveva due alberi a vele quadre (armamento velico a brigantino), mentre bompresso era a goletta. Il dislocamento era di 1450 tonnellate, la lunghezza di 63,3 m, la larghezza di 9,9 m e un pescaggio di 4,9 m. 
L'apparato motore era su 4 caldaie Guppy e una macchina alternativa a vapore da 300 cavalli costruita dal Real Opificio Meccanico di Pietrarsa (Napoli).  L'armamento era composto da 1 obice F.L. da 117 libbre con canna a ferro liscio, 1 cannone Myllar F.L. da 60 libbre con canna a ferro liscio, 8 obici Paixans F.L. con canna a ferro liscio da 30 libbre, 2 cannoni in bronzo B.L. da 12 libbre su affusto (da sbarco).  L'equipaggio era composto da 178 tra ufficiali, sottufficiali e marinai.   La Torquato Tasso fu posta in armamento il 2 gennaio 1859, al comando del capitano di fregata Amilcare Anguissola. In quello stesso mese salì a bordo il principe Luigi di Borbone conte di Trani.
Il 31 gennaio 1859 trasportò a a Bari il corredo della principessa Maria Sofia di Baviera che andava in sposa al principe ereditario Francesco di Borbone.  Il 29 maggio fu posta in riserva. Nel mesi di luglio la pirofregata passò al comando di Ferdinando Acton. Il 1 settembre, insieme con la Ercole e tre brigantini noleggiati, trasportò a Marsiglia 739 uomini dei reggimenti svizzeri che erano stati sciolti, rientrando a Napoli il 10 settembre. Il 21 settembre, al comando del capitano di fregata Napoleone Scrugli salpò da Napoli per trasferire a Giulianova il 1º Battaglione cacciatori del 5º Reggimento di linea, rimanendo quindi in missione di sorveglianza delle coste dell'Abruzzo e rifornendosi di carbone a Manfredonia. In caso di necessità la nave poteva fare scalo alle Isole Tremiti.
Il 10 gennaio 1860, mentre si trovava in navigazione al largo di Civitella del Tronto, a causa di un fortunale si arenò presso la foce del fiume Tronto. Riportata galla il 21 febbraio dello stesso anno, sempre per un fortunale, affondò definitivamente il 5 marzo per la rottura dello scafo. La nave fu liberata da tutto l’equipaggiamento e tutti gli uomini a bordo furono tratti in salvo.   La polena della nave, rappresentante il busto del poeta, si trova al Museo nazionale della scienza e della tecnologia Leonardo da Vinci di Milano. Il relitto della pirofregata giace a circa 700 metri a nord-est della foce del Tronto a una profondità di 8-10 metri.